# Tiofen
Tiofen je heterociklično jedinjenje sa formulom . On sadrži aromatičan ravan petočlani prsten, i podleže ekstenzivnim reakcijama supstitucije. Srodni tiofenu su benzotiofen i dibenzotiofen, koji sadrže tiofenski prsten spojen sa jednim i dva benzenska prstena, respektivno. Jedinjenja analogna tiofenu su furan i pirol.

## Izolacija, rasporstarnjenost
Tiofen je nađen kao kontaminant u benzenu. Primećeno je da isatin formira plavu boju kad se pomeša sa sumpornom kiselinom i sirovim benzenom. Za formiranje plavog indofenina se dugo verovalo da je reakcija benzena. Viktor Mejer je uspeo da izoluje supstancu odgovornu za ovu reakciju u benzenu. To novo heterociklično jedinjenje je bio tiofen.
Tiofen i njegovi derivati se javljaju u petroleumu, u pojedinim slučajevima u koncentracijama i do 1-3%. Tiofenski sadržaj petroleuma i uglja se odstranjuje procesom hidrodesulfurizacije (HDS). U HDS, tečni ili gasni materijal se prevodi preko molibden disulfidnog katalizatora p pritiskom H2. Tiofen podleže hidrogenolizi i formiraju se ugljovodonici i vodonik sulfid. Na taj način, tiofen se konvertuje u butan i . Prevalentniji i problematičniji u petroleumu su benzotiofen i dibenzotiofen.

## Osobine
Na sobnoj temperaturi, tiofen je bezbojna tečnost sa blagim prijatnim mirisom koji podseća na benzen. Visoka reaktivnost tiofena u reakciji sulfonacije je osnova za separaciju tiofena iz benzena, što je teško postići destilacijom usled njihovih sličnih tačaka ključanja (razlikuju se za 4 ° na sobnom pritisku). Poput benzena, tiofen formira azeotrop sa etanolom.
Molekul je ravan; sa uglom veze na sumporu od oko 93 stepena, C-C-S ugao je oko 109, i druga dva ugljenika imaju ugao veze od oko 114 stepeni. C-C veze ugljenika susednih sumporu su oko 1.34A, C-S veza je duga oko 1.70A, i druga C-C veza je oko 1.41A.

## Reaktivnost
Tiofen se smatra aromatičnim, mada teorijske kalkulacije sugeriraju da je njegov stepen aromatičnosti manji od benzena. Elektronski parovi sumpora su znatno delokalizovani u pi elektronskom sistemu. Posledica njegove aromatičnosti je da tiofen ne manifestuje osobine konvencionalnih tioetara. Na primer atom sumpora je otporan na alkilaciju i oksidaciju.

## Literatura
1. ↑   уреди
2. ↑  Evan E. Bolton; Yanli Wang; Paul A. Thiessen; Stephen H. Bryant (2008). „Chapter 12 PubChem: Integrated Platform of Small Molecules and Biological Activities”. Annual Reports in Computational Chemistry. 4: 217—241. doi:10.1016/S1574-1400(08)00012-1.
3. ↑  Clayden, Jonathan; Greeves, Nick; Warren, Stuart; Wothers, Peter (2001). Organic Chemistry (I изд.). Oxford University Press. ISBN 978-0-19-850346-0.
4. ↑  Katritzky A.R.; Pozharskii A.F. (2000). Handbook of Heterocyclic Chemistry (Second изд.). Academic Press. ISBN 0080429882.
5. ↑  Viktor Meyer (1883). „Ueber den Begleiter des Benzols im Steinkohlenteer”. Berichte der Deutschen chemischen Gesellschaft. 16: 1465—1478. doi:10.1002/cber.188301601324.
6. ↑  Ward C. Sumpter (1944). „The Chemistry of Isatin”. Chemical Reviews. 34 (3): 393—434. doi:10.1021/cr60109a003.

## Spoljašnje veze
- Internacionalna karta hemijske bezbednosti 1190